# William Hugh Young
William Hugh Young (1er janvier 1838 - 28 novembre 1901) est brigadier-général de l'armée des États confédérés au cours de la guerre de Sécession (guerre civile). Il est un étudiant universitaire et reçoit une éducation militaire avant la guerre de Sécession. Il est avocat et agent immobilier à San Antonio, au Texas, après la guerre de Sécession. Young passe neuf mois à la fin de la guerre comme prisonnier de guerre.

## Avant la guerre
William H. Young naît le 1er janvier 1838, à Boonville, dans le Missouri. Sa famille déménage dans le comté de Red River, au Texas, en 1841, et plus tard dans le comté de Grayson, Texas,. Son père est Hugh Franklin Young (1808-1888), qui est né dans le comté d'Augusta, Virginie. Hugh F. Young est un juge du comté de Grayson, Texas, avant la guerre. Hugh Franklin Young est désigné comme un général confédéré dans certaines sources, y compris les « archives officielles de la guerre civile américaine », mais il est un brigadier général du 15th brigade de la milice du Texas en 1862, et non un général dans l'armée des États confédérés.
Young fait sa scolarité au Washington College (en) dans l'État du Tennessee, au McKenzie College (en) au Texas et, entre 1859 et 1861, à l'université de Virginie, où il étudie la tactique de l'académie militaire après l'obtention de son diplôme en juin 1861,,,.
Young épouse Frances M. Kemper de Port Republic, en Virginie. Ils ont un fils, le Dr Hugh H. Young, qui naît à San Antonio, au Texas, en 1870,.

## Guerre de Sécession
Le 25 juillet 1861, Young devient aide-de-camp du gouverneur du Texas Edward Clark,. Clark est lieutenant-gouverneur et devient gouverneur, lorsque le gouverneur Sam Houston refuse de prêter serment d'allégeance à la Confédération et est déposé. Clark sert comme gouverneur entre le 18 mars 1861 et le 7 novembre 1861. En septembre 1861, Young devient capitaine dans le 9th Texas Infantry Regiment,,,.
Au sein de l'armée du Mississippi à la bataille de Shiloh sous les ordres du brigadier-général James Patton Anderson et du major-général Braxton Bragg, le 9th Texas Infantry Regiment est décimé et mis en déroute par une batterie d'artillerie de l'Illinois,. Peu après la bataille de Shiloh, Young devient colonel du régiment en avril 1862 et participe à la défense de Corinth, Mississippi, durant le siège de Corinth,,,,,. Il se bat avec son régiment lors de la bataille de Perryville,,. Il est blessé à l'épaule droite et a deux chevaux tués sous lui à la bataille de Stones River (Murfreesboro), le 31 décembre 1862,,. Young et ses hommes sont spécialement salués par le major-général Benjamin F. Cheatham.
Young est blessé à la cuisse droite lors de la bataille de Jackson, Mississippi, le 13 juillet 1863, lors des combats avec les forces du général Joseph E. Johnston pendant la campagne de Vicksburg,,,. Peu de temps après, le 20 septembre 1863, il est blessé à la poitrine lors de la bataille de Chickamauga,,,.
Le 27 juillet 1864, Young prend le commandement de la brigade de son régiment dans la division du major général Samuel Gibbs French du troisième corps de l'armée du Tennessee, lorsque son commandant, le général Mathew Ector est grièvement blessé,,,. Young détient ce commandement jusqu'à ce qu'il soit capturé le 5 octobre 1864. Il est blessé au cou et à la mâchoire lors de la bataille de Kennesaw Mountain, en Géorgie, en juin 1864,,.
Young est promu brigadier général (temporairement), le 15 août 1864 pour succéder au brigadier-général Ector invalide,. Il est blessé, perd son pied gauche, a son cheval abattu sous lui et est capturé lors de la bataille d'Allatoona, en Géorgie, le 5 octobre 1864,,,,,. Il passe le reste de la guerre en tant que prisonnier de guerre, quatre mois au sein des hôpitaux de l'Union et cinq mois au camp de prisonnier de guerre de Johnson's Island, au Lac Érié, près de Sandusky, en Ohio,,,. Young est finalement libéré le 24 juillet 1865,,.

## Après la guerre
Après la guerre de Sécession, William H. Young retourne au Texas. Il est avocat, agent immobilier et rédacteur en chef de l'Express de San Antonio,,,.
William Hugh Young meurt le 28 novembre 1901, à San Antonio, au Texas,,. Il est enterré au cimetière confédéré, San Antonio,/